# Каравайчук, Олег Николаевич
Оле́г Никола́евич Каравайчу́к (28 декабря 1927, Киев — 13 июня 2016, Санкт-Петербург) — советский и российский композитор, дирижёр, пианист, музыкант-импровизатор, автор музыки ко многим кинофильмам и спектаклям.

## Биография
Родился в Киеве в музыкальной семье, мать давала уроки фортепианной игры на дому, отец был скрипачом, много работал в кино и театре. Дед по линии матери был влиятельным адвокатом. Когда Олегу было четыре года, семья переехала в Ленинград. С самого раннего детства писал музыку. Олег Николаевич вспоминал, что когда в 4 года играл на рояле, из соседней комнаты прибежал отец и воскликнул: «Да ты же композитор!»

После переезда отец работал в музыкальном отделе «Ленфильма», мать — в школе.
В апреле 1937 года в возрасте 9 лет Олег Каравайчук выступил с исполнением собственного сочинения — «Колыбельной песни» — на сцене Большого зала Московской консерватории, партию виолончели исполнил Даниил Шафран, которому было 14 лет.
Окончил музыкальное училище по классу фортепиано при Ленинградской консерватории в 1945 году. В марте 1943 года принял участие в концерте юных музыкантов в рамках празднования 80-летия консерватории в Ташкенте. В 1945—1951 годах учился в Ленинградской государственной консерватории (ныне Санкт-Петербургская государственная консерватория имени Н. А. Римского-Корсакова) по классу фортепиано (педагог Самарий Савшинский).
Первая работа для кино — музыка к фильму «Алёша Птицын вырабатывает характер» (1952), приглашён по рекомендации автора сценария фильма — Агнии Барто; наставником молодого композитора для этой работы выступил Моисей Вайнберг. Работая в кино, Каравайчук иногда снимался в эпизодических ролях, в некоторых фильмах выступал также и как дирижёр своих произведений, например, в «Поднятой целине», «Городе мастеров», «Коротких встречах». По словам Каравайчука, свой метод, лёгший в основу поиска и создания музыки для кино, он обрёл с помощью Виктора Некрасова, во время работы над фильмом «Солдаты», сценаристом которого был Некрасов.
В начале 1960-х годов состоялось единственное публичное выступление Каравайчука на сцене Ленинградского концертного зала (ныне Концертный зал у Финляндского), едва не закончившееся скандалом. Так что в следующий раз он смог выйти на сцену лишь два десятилетия спустя — 25 апреля 1984 года, выступил перед артистами ленинградских театров со сцены Дома актёра имени Станиславского, исполнив произведения Мусоргского и Бетховена.
Однако широкой публике вплоть до 1990 года был известен только как композитор театра и кино, его концерты запрещались, многие сочинения до сих пор остаются не выпущенными и хранятся в архивах.
Каравайчук вёл замкнутый образ жизни. Он жил с матерью в доме между Средним и Малым проспектами на 15-й линии Васильевского острова, недалеко от сквера имени Веры Слуцкой. Местные жители часто видели его на улице и в близлежащих магазинах. Благодаря своей экстравагантной внешности и поведению (манера ходить и держаться, говорить фальцетом, общаться с продавщицами, тёмные очки, берет и длинные волосы из-под него, зимой перчатки на резиночках) он получил прозвище «сумасшедший композитор» и являлся, таким образом, местной достопримечательностью.
Во времена перестройки (после 1989 года) побывал в Великобритании, выступал на Русской службе BBC, в одной из передач свои впечатления о британской столице он выразил вокальным образом — напел звуки. Тогда в рамках передачи Бориса Нечаева «У нас на острове» было подготовлено пять программ с участием Олега Каравайчука.
В 1995 году о нём был снят документальный фильм «Олег Каравайчук. Большой вальс для Колизея». Пришло и официальное признание — в 2002 году Каравайчук получил «Золотого овна» за музыку к фильму «Тёмная ночь», а в 2009-м — премию Сергея Курёхина «За заслуги в развитии современного искусства».
Впоследствии композитору покровительствовала Марьяна Цой, вдова Виктора Цоя, до своей смерти в 2005 году.
Сотрудничал с режиссёрами: Сергеем Параджановым, Василием Шукшиным, Ильёй Авербахом, Кирой Муратовой («Короткие встречи», «Долгие проводы»), а также с музыкантами-авангардистами, в частности с Сергеем Курёхиным.

### Последние годы творчества
В апреле 2009 года принял участие в спектакле «Записки сумасшедшего» в ДК Ленсовета в Санкт-Петербурге, в честь 200-летия со дня рождения Гоголя, с участием Ренаты Литвиновой и Александра Баширова, на котором обратился к слушателям с импровизированным монологом.
До последнего года жизни иногда выступал в Петербурге, при этом, несмотря на финансовые трудности, отказываясь от всех коммерческих предложений и работая только в тех проектах, которые его интересовали творчески. Нередко участвовал в перформансах, синтезирующих его музыку, классический и современный балет, поэзию и видео. Его почерком стало эпатажное выступление с наволочкой на голове, игра на рояле лёжа или на коленях. Сам композитор объяснял это желанием сосредоточиться и остаться только со своей музыкой. Его основное направление работы — импровизационное сочинение: в присутствии зрителей он садится за рояль, сочиняя произведение по ходу самой игры. Два крупнейших театра Петербурга: «Александринский» и МДТ — «театр Европы» используют специально написанную музыку композитора к спектаклям: «Изотов» по пьесе Михаила Дурненкова «Заповедник» и «Бесы» по роману Ф. М. Достоевского.
В июле 2014 года ностальгическая мелодия Каравайчука из фильма «Монолог» использована в мемориальном фильме телеканала «Культура» о народном артисте РФ, музыковеде Святославе Бэлзе «Незаданные вопросы».
В 2015 году был создан Фонд сохранения культурного наследия Олега Каравайчука.
В феврале 2016 года выезжал в Испанию на Международный наваррский фестиваль документальных фильмов «Точка зрения» (исп. Punto de vista) в Памплоне, где состоялась премьера фильма о нём самом: «Олег и редкие искусства» (исп. Oleg y las raras artes) режиссёра Андреса Дуке.
Скончался 13 июня 2016 года в Санкт-Петербурге. Прощание состоялось 18 июня 2016 года на второй сцене БДТ имени Товстоногова (Каменноостровский театр). Определил место своего захоронения на Репинском кладбище, однако выполнить его волю, несмотря на наличие фонда его имени, не получилось; композитор был похоронен на Комаровском кладбище.

## Награды
- 2002 — премия «Золотой овен» — за лучшую музыку к фильму «Тёмная ночь» (2001, режиссёр Олег Ковалов)
- 2009 — Премия Сергея Курёхина — «За заслуги в развитии современного искусства», учреждённой Фондом и Центром имени Сергея Курёхина[26]
- 2010 — номинация на премию «Степной волк» в категории «Нечто»

## Цитаты
- Олег Каравайчук, 2005:[27]

Я легко играю, я виртуоз — сверх, а непринуждённость игры принимается людьми за высшую артистичность. Но я абсолютно безартистичен! Поэтому я надеваю на себя наволочку, чтобы внешний артистизм не соединяли с моей музыкой. Если у меня при этом будет открытое лицо, они мою мелодию по-другому воспримут. А мне важно, чтобы человек воспринимал не артиста, с гениальным артистизмом играющего гениально артистическую музыку, а чистые ноты.

- Борис Барабанов, 2012:[28]

Человек-миф, полностью растворившийся в своей музыке, пианист, начавший карьеру в семь лет с концерта для Иосифа Сталина и выдавший на экзамене в консерватории собственную импровизацию за Баха, композитор, написавший невероятное количество гениальной киномузыки, питерский затворник, мудрец и фрик 85-летний Олег Каравайчук существует в природе как символ сверхъестественного начала, материализовываться перед публикой ему совершенно необязательно, легенды заменяют его физическое присутствие, и всё-таки иногда он снисходит до простых смертных. Олег Каравайчук выбирает для своих выступлений не академические концертные залы, а музеи, галереи, клубы.

- Борис Мессерер о совместной работе над балетом «Клоп» в Кировском театре:[29]

Каравайчук был известен в музыкальном мире своими скандальными выходками. Исключительно талантливый композитор, но страшно неорганизованный, всегда нарушавший сроки сдачи работ. И в связи с тем, что он не сдал партитуру в срок, Якобсон предложил композитору Фиртичу завершить эту работу. И на афише возникли две фамилии: «О. Каравайчук и Г. Фиртич». Когда за несколько дней до премьеры Олег узнал об этом, он был безумно возмущён и прислал в театр телеграмму с требованием продлить работу над спектаклем. В своё время я читал эту телеграмму, а сейчас воспроизвожу её по памяти: «Роден четыре раза откладывал сдачу своего Бальзака. Я требую отложить премьеру „Клопа“ на четыре месяца. О. Каравайчук». Театр не мог выполнить это требование, спектакль должен был выйти в назначенный срок. В результате конфликта Олег Каравайчук решил заменить свою фамилию псевдонимом Ф. Отказов. По его требованию на афише спектакля появились фамилии композиторов: Ф. Отказов и Г. Фиртич.

## Избранная фильмография

### Музыка для кино
Всего более 150 документальных и игровых лент, в том числе:
- 1953 — Алёша Птицын вырабатывает характер
- 1955 — Два капитана
- 1956 — Солдаты
- 1957 — На острове Дальнем…
- 1958 — Под стук колёс
- 1958 — Город зажигает огни
- 1958 — День первый
- 1959 — В твоих руках жизнь
- 1959 — Поднятая целина
- 1960 — Люблю тебя, жизнь!
- 1960 — У крутого яра
- 1962 — Никогда
- 1962 — После свадьбы
- 1965 — Город мастеров
- 1965 — Погоня
- 1966 — Авдотья Павловна
- 1967 — Житие и вознесение Юрася Братчика
- 1967 — Короткие встречи
- 1969 — Мама вышла замуж
- 1969 — Люди земли и неба
- 1969 — Внимание, цунами!
- 1970 — Умеете ли вы жить?
- 1970 — Городской романс
- 1970 — Секундомер
- 1971 — Долгие проводы
- 1971 — Драма из старинной жизни
- 1971 — Красный дипломат. Страницы жизни Леонида Красина
- 1971 — Комитет девятнадцати
- 1972 — Монолог
- 1972 — Игрок
- 1972 — Принц и нищий
- 1973 — Старая крепость
- 1973 — Егерь
- 1974 — Врача вызывали?
- 1974 — Ксения, любимая жена Фёдора
- 1975 — Чужие письма
- 1976 — …И другие официальные лица
- 1977 — Ася
- 1977 — Женитьба
- 1977 — Гарантирую жизнь
- 1978 — Летняя поездка к морю
- 1979 — Взлёт
- 1979 — Впервые замужем
- 1980 — Чёрная курица, или Подземные жители
- 1982 — Шурочка
- 1983 — Счастье Никифора Бубнова
- 1985 — Переступить черту
- 1986 — Фуэте
- 1987 — Дикие лебеди
- 1988 — Муж и дочь Тамары Александровны
- 1990 — Провинциальный анекдот
- 1990 — Другая драма
- 1991 — Нога
- 1992 — Луна-парк
- 1992 — Река Оккервиль
- 1994 — Год Собаки
- 1997 — Бабушка
- 2001 — Тёмная ночь
- 2017 — Последний вальс

### Актёрские работы
- 1960 — Люблю тебя, жизнь! — гость на вечеринке (эпизод)
- 1965 — Город мастеров — дядюшка Тимолле, музыкант (в титрах — О. Коравайчук)
- 1967 — Житие и вознесение Юрася Братчика — юродивый (эпизод)
- 1967 — Большие хлопоты из-за маленького мальчика — кинорежиссёр детского фильма (эпизод)
- 1970 — Секундомер — продавец в магазине «Старая книга»
- 2016 — Олег и редкие искусства / Oleg y las raras artes — камео

### Озвучивание
- 1988 — Муж и дочь Тамары Александровны — голос писем ЕЕ, анонимного друга главной героини